# Tim Hancock
Tim Hancock es un deportista británico que compitió en vela en la clase Tornado. Ganó una medalla de oro en el Campeonato Europeo de Tornado de 1985.

## Palmarés internacional
| \| Campeonato Europeo \| Campeonato Europeo \| Campeonato Europeo \| Campeonato Europeo \| \| Año \| Lugar \| Medalla \| Clase \| \| ------------------ \| ------------------ \| ------------------ \| ------------------ \| \| 1985 \| Varberg (Suecia) \| Medalla de oro \| Tornado \| |                  |                |         |
| Campeonato Europeo |                  |                |         |
| Año | Lugar            | Medalla        | Clase   |
| 1985 | Varberg (Suecia) | Medalla de oro | Tornado |